# Буримість гірських порід
Буримість гірських порід (рос. буримость, англ. rock drillability; нім. Bohrbarkeit der Gesteine, Bohrvermögen von Gesteinen) — опірність гірських порід руйнуванню в процесі буріння. Оцінюється швидкістю, тривалістю та енергоємністю буріння одиниці довжини стовбура свердловини або шпура при стандартних умовах. Буримість породи — це величина поглиблення свердловини за одиницю часу чистого буріння (механічна швидкість буріння). Наприклад, вона оцінюється в м/год, см/хв, мм/хв проходження свердловини.
Буримість погіршується зі збільшенням щільності, густини, міцності, в'язкості, твердості, тривкості, абразивності гірських порід, залежить від мінерального складу, будови порід та термодинамічних умов.
Всі гірські породи класифікують за показником буримості на 25 категорій з підрозділом на 5 класів:
- 1 — легкої буримості;
- 2 — середньої буримості;
- 3 — важкої буримості;
- 4 — дуже важкої буримості;
- 5 — винятково важкої буримості.

Існують також інші класифікації гірських порід за буримістю, зокрема, на 12 категорій.
Як показники буримості приймають або величину проходки, або величину швидкості буріння, які отримані при бурінні. Оцінюють по початковій механічній швидкості, яка отримується в початковий момент розкурювання породи. Цей показник дозволяє виключити зміну форми озброєння долота за рахунок його спрацювання. Показник проходки за одне обертання долота дає більшу наочність при оцінці характеру руйнування порід шляхом зіставлення з результатами дослідів у лабораторних умовах. Буримість порід залежить не тільки від властивостей породи, а й від конструктивних особливостей породоруйнуючих інструментів, режимів їхньої праці, властивостей промивочних рідин та інших факторів.
Використання показника Б. полегшує вибір бурових установок та технологічні розрахунки їх потужностей, режиму та технічної швидкості буріння шпурів і свердловин.